# فرضیه ساپیر-وورف
فرضیه سپیر–ورف (Sapir–Whorf hypothesis - SWH) به عقائد سپیر و ورف پیرامون رابطه سیستمی مابین زبان اشخاص با تفکرات و رفتارهای آنان گفته می‌شود.
یکی از مباحث مهم و قدیمی در روان‌شناسی و زبان‌شناسی شناخت رابطه زبان و تفکر است. از دیر باز این تصور همواره وجود داشته است که زبان بر شیوه تفکر و جهان بینی ما تأثیر می‌گذارد و از آنجا که هر زبان تصویر متفاوتی از واقعیات جهان خارج به دست می‌دهد، طبعاً ما نیز جهان را آنچنان درک می‌کنیم که زبانمان ترسیم می‌کند.
فرضیه نسبیت زبانی در ابتدا توسط زبان‌شناسانی به نام ساپیر و پس از آن -شاگرد ساپیر- ورف معرفی شد.
ساپیر به زبان به عنوان توانش تکمیل شده در ذهن نمی‌نگریست بلکه آن را به عنوان پدیده‌ای فرهنگی – تاریخی مورد بررسی قرار می‌داد، ساپیر اعتقاد داشت پیوند نزدیکی میان زبان و تفکر برقرار است و بدون زبان نمی‌توان تفکر نمود یا به توهم پرداخت. او معتقد بود زبان جنبه بیرونی تفکر و پتانسیل محتوایی زبان است از این جمله می‌توان نتیجه گرفت سایر واحدهای اندیشه را متناظر با واحدهای زبان می‌داند.
در این نوشتار ابتدا به معرفی ساپیر ورف می‌پردازیم و سپس پیشینه تاریخی روابط میان زبان و تفکر همراه با معرفی این فرضیه و نقدی بر آن مطرح خواهد شد.
الف) ساپیر و ورف:
ادوارد ساپیر یکی از معرفین این فرضیه در ۲۶ ژانویه سال ۱۸۸۴ در لنینبرگ آلمان چشم به جهان گشود و پنج ساله بود که به همراه والدینش به ایالات متحده مهاجرت کرد. در سال ۱۹۰۵ موفق به دریافت درجه کارشناسی ارشد در رشته فقه اللغه زبان آلمانی گردید، اما تحت تأثیر فرانس بواز Franz Boaz به سمت زبانشناسی عمومی و مردم‌شناسی متمایل شد و در سال ۱۹۰۹ به کسب درجه دکترا در رشته مردم‌شناسی نایل آمد. در واقع بحث ساپیر دربارهٔ نقش معنی در فرم دستوری و رابطه اینها با کاربرد زبان در انتقال افکار به عنوان سهم او از فرضیه ساپیر-ورف به‌شمار می‌آید. درحقیقت این فرضیه عمدتاً توسط شاگرد او ورف پس از مرگش مطرح شد.
بنجامین. لی. ورف نیز در ۲۴ آوریل سال ۱۸۸۷ در وینتراپ متولد شد. پدر او هری ورف Hary Whorf نویسنده، هنرمند و عکاس بود. علایق اولیه ورف ستاره‌شناسی، تاریخ، زبانشناسی و عکاسی بود. در سال ۱۹۱۳ موفق به دریافت درجه کارشناسی خود در رشته مهندسی شیمی از مؤسسه تکنولوژی ماساچوست گردید. ورف در طول عمرش به عنوان مهندس شیمی، زبانشناس و انسان‌شناس شناخته شده بود. او در سال ۱۹۳۱ در دانشگاه ییل شروع به تحصیل در رشته زبانشناسی نمود. ورف به زبان سرخپوستان آمریکا علاقه داشته و تحت نظارت استادش ادوارد ساپیر شروع به مطالعه زبان هوپی در دانشگاه ییل کرد و در آنجا به عنوان بهترین دانشجو انتخاب شد و طی سال‌های ۳۸–۱۹۳۷ در آن دانشگاه تدریس نمود. ورف برای دستیابی به چگونگی کارکرد زبان‌ها بیشتر اوقاتش را صرف مطالعه زبانشناسی نمود. او در حوزه‌های مردم‌شناسی زبان، روان‌شناسی زبان، لغت‌نامه زبان‌های سرخپوسی فعالیت نمود.
ب) پیشینه تاریخی رابطه میان زبان و تفکر و فرضیه ساپیر- ورف
در مورد زبان و تفکر بسیاری از فلاسفه زبان سعی بر این داشتند تا دیدی کلی از رابطهٔ میان زبان و ذهن انسان را مطرح ساخته و ماهیت عملکرد آن را باز شناسند. این موضوع از روزگاران باستان در عالم فلسفه مطرح بوده است (ک۱۸، ص ۱۸)
افلاطون معتقد بود که در هنگام تفکر روح انسان با خودش حرف می‌زند. واتسون J.B Watson از پیشروان مکتب رفتارگرایی در روان‌شناسی این مطلب را به نحو دیگری مطرح کرده است: او معتقد است تفکر چیزی نیست مگر سخن گفتن که به صورت حرکات خفیف در اندامهای صوتی درآمده است. به عبارت دیگر تفکر همان سخن گفتن است که وارده شده و به صورت حرکات یا انقباض‌های خفیف در اندامهای صوتی ظاهر می‌شود. (ک ۱۹، ص ۱۳۳)
فرضیه نسبیت زبانی از جدی‌ترین موضوعات مورد بحث در اواخر قرن ۱۸ و ۱۹ آلمان محسوب می‌شد. این مطلب خصوصاً در کارهای یوهان جرج‌هامان Johann George Hamann (1788-1730)، یوهان گوتفرید هردر Johann Gottfried von Herder (1803-1744)، ویلهم فون هومبولت Wilhem von Homboldt (1835-1767) مشهود بود. (ک ۸)
بنا به گفته هردر، زبان و اندیشه از یکدیگر جدایی ناپذیرند و زبان هم ابزار اندیشه آدمی است و هم محتوای آن و هم صورت آن. هردر بنای نظر خود را بر این فرض نهاده بود که زبان و اندیشه هر دو منشأئی مشترک دارند و به موازات هم پیشرفت کرده‌اند و با هم از مراحل مختلف و متوالی رشد و کمال گذشته‌اند. او بر آن بود که چون زبان و اندیشه متکی بر یکدیگرند، ناگزیر انگاره‌های فکری ملتهای مختلف و ادبیات مطلوب هر یک از آن‌ها را نمی‌توان به درستی خواند و متهم کرد مگر آنکه این کار در چهارچوب زبان‌های خود آن ملتها صورت پذیرد. (ک ۱۵، ص ۳۲۸ – ۳۲۷)
هومبولت زبان را بدواً وسیله تفکر و حدیث نفس دانسته است، نه یک نظام ارتباطی حیوان گونه و نکته دیگر اینکه او به این نتیجه رسیده است که نیروی زاینده زبان از نیروی زاینده تفکر تفکیک‌ناپذیر است. به بیان دیگر زبان و تفکر دو روی یک سکه هستند (ک ۱۴، ۱۶۷–۱۶۵) و در واقع این معما که زبان بر فکر تأثیر می‌گذارد به مقاله هومبولت با عنوان Das Vergleichende Sprachstudium بازمی‌گردد. (ک۶)
مبدأ فرضیه نسبیت زبانی به عنوان بررسی جدی تر از این مفهوم فرهنگی به آرای فرانس بواز بنیانگذار مردم‌شناسی در ایالات متحده بر می‌گردد. در آمریکا، بواز با زبان‌های بومی آمریکایی بسیاری از خانواده‌های زبانی متفاوت آشنا شد که همه آن‌ها با زبان‌های هند و اروپایی و سامی کاملاً متفاوت بودند. بواز متوجه شد که چگونه طریق زندگی و قواعد دستوری می‌تواند از محلی به محل دیگر متنوع باشد. در نتیجه او اعتقاد پیدا کرد که فرهنگ و طرز زندگی مردم بازتابی است از زبانی که سخن می‌گویند. (ک ۸)
ساپیر نیز یکی از شاگردان برجسته بواز بود و در کنار بواز، لئونارد بلومفیلد Leonard Blomm Field از پیشگامان ساختگرایی آمریکایی به‌شمار می‌رفت. او با ذکر این مطلب که زبان‌ها دارای ساختار نظام مند و کاملی هستند به یافته‌های بواز وسعت و اهمیت بیشتری بخشید. او معتقد بود که تنها یک کلمه مخصوص نیست که طرز تفکر یا رفتار خاصی را بیان می‌کند بلکه طبیعت منسجم و نظام مند زبان است که در سطح گسترده‌تری با فکر و رفتار پیوند می‌خورد. در حالیکه دیدگاه‌های ساپیر در طول زمان تغییرات بسیاری کرد اما به نظر می‌آید که او تا اواخر عمر اعتقاد داشت، زبان صرفاً آینه فرهنگ و عادت نیست بلکه زبان و فکر در حقیقت در رابطه تأثیر متقابل با یکدیگر قرار دارند.
کار ورف در اصل نسبیت زبانی Linguistic Relativism به دیدگاه خانه زندان معروف است که در آن یک فرد تفکر می‌کند و رفتار کاملاً توسط زبان فرد شکل می‌گیرد، ورف معتقد بود واسطه فکر و رفتار، زبان و اجتماع است.
مطالعات ورف دربارهٔ نسبیت زبانی که در اواخر دهه ۱۹۳۰ انجام شد عمومیت زیادی نیافت. تا دهه ۱۹۵۰ که نوشته‌های او پس از مرگش منتشر شد. تئوری‌های زبانی دهه ۱۹۶۰ مانند نظریه‌های چامسکی Chomsky بیشتر متمرکز بر ذاتی بودن و همگانی بودن زبان بود و در نتیجه کار ورف از نظرها خارج شد. در اواخر دهه ۱۹۸۰ و اوایل ۱۹۹۰ با پیشرفت در زمینه روان‌شناسی شناختی و زبانشناسی انسان شناسانه Anthroprogical Linguistics بار دیگر فرضیه ساپیر- ورف (SWH) مورد توجه قرار گرفت و توسط نویسندگانی چون جرج لکاف George Lakoff مورد بحث و گفتگو قرار گرفت. امروزه محققان دربارهٔ چگونگی تأثیر زبان بر فکر اختلاف نظر دارند (ک ۶)
اکنون با علم به پیشینه تاریخی رابطه زبان و تفکر به بررسی زوایای فرضیه ساپیر-ورف می‌پردازیم.
ج) فرضیه نسبیت زبانی Linguistic Relativity Hypothesis
در میان تئوری‌های زبانی از حیث رابطه میان زبان و تفکر، دو تئوری از اهمیت ویژه‌ای برخوردار است:
تئوری‌های ادغامی Mould Theories و تئوری‌های حوزه‌ای Cloak Theories. در تئوری‌های ادغامی، زبان الگویی است که بر حسب آن لایه‌های تفکر شکل می‌گیرند و در تئوری‌های حوزه ای، زبان حوزه‌ای است که با خصوصیات فکری مرسوم گویندگان آن مطابق است. فرضیه ساپیر به نسبیت زبانی نیز که پیش از همه با نام ساپیر و ورف پیوند خورده است و در واقع یک تئوری ادغامی زبان است (ک ۷)
شاید از همان آغاز که انسان با زبان‌های مختلف مواجه شد، به این نکته پی برده باشد که زبان‌ها به شکلی واحد برای ارجاع به جهان خارج به کار نمی‌روند و به هنگام ترجمهٔ یک متن مشکلات عمده‌ای برای معادل یابی واژه‌ها پیش روی مترجم قرار می‌گیرد. در انگلستان" کلاه" را می‌پوشند و در ایران آن را بر سر می‌گذارند. در ایران من" پسر خاله"،" دخترخاله"،" پسر عمو" و …. دارم در حالیکه در زبان انگلیسی همه اینها Cousin هستند. وجود نمونه‌های بیشماری از این دست سبب شد تاً بوآز" و" ساپیر" به شکلی افراطی تر بر این نکته تأکید کنند که جهان ما تا حدی ساخته و پرداختهٔ زبان ماست. (ک ۱۷، ص ۸۶)
این دیدگاه را ابتدا ساپیر مطرح کرد و بعد ورف آن را بسط داد، از این رو، غالباً تحت عنوان فرضیه ساپیر-ورف شناخته می‌شود، هرچند بعضی‌ها ترجیح می‌دهند آن را «نسبیت زبانی» بنامند. فرضیه ساپیر- ورف را می‌توان به چند طریق و با درجات مختلف قاطعیت بیان کرد، اما صورت متداول آن این است: ساختار زبان ما تا حدود زیادی بر نوع درک ما از جهان تأثیر می‌گذارد (ک ۱۳، ص ۹۳)
در سال ۱۹۲۹ ساپیر اینچنین بیان کرد:
بشر نه در یک دنیای عینی تنها زندگی می‌کند و نه در دنیای فعالیت‌های اجتماعی که عادتاً پذیرفته شده است، بلکه بسیار زیاد در اختیار زبان بخصوصی است که واسطهٔ بیان احساس آن جامعه است. این خطا است که تصور کنیم، یک فرد بدون استفاده از زبان با حقیقت سازگار می‌شود و آن زبان صرفاً یک وسیله تصادفی برای حل مشکلات بخصوص ارتباطی است. حقیقت موضوع این است که «جهان واقعی» به صورت ناخودآگاه بر حسب عادات زبانی یک گروه ساخته شده است. هیچ دو زبانی آنقدر شبیه هم نیستند که نمایانگر یک حقیقت اجتماعی همسان باشند. جهان‌های که جوامع مختلفی در آن‌ها زندگی می‌کنند، جهان‌های مجزایی هستند نه صرفاً یک جهان با برچسب‌های مختلف …. ما می‌بینیم، می‌شنویم و تجربه می‌کنیم چون عادات زبانی جامعه ما زمینه را برای انتخاب‌های مخصوص ما از تعابیر فراهم می‌کند. (ک ۱، ص ۷۷) به اعتقاد ورف نیز ما درست به مانند کسی که تا درآستانه خفگی قرار نگیرد، کمبود هوا را درک نمی‌کند، نسبت به ویژگی‌های ساختی زبان خود نا آگاهیم و اگر به سایر زبان‌ها توجه نشان دهیم، درمی یابیم که زبان تنها وسیله‌ای برای بیان عقاید نیست بلکه «شکل دهنده عقاید است» و بدین ترتیب ما جهان را آنچنان درک می‌کنیم که زبان برای ما ترسیم کمی‌کند (ک ۱۲، ص ۱۰۰)
در ذیل قسمتی از گفته ورف در سال ۱۹۳۰ آورده شده است:
ما طبیعت را در راستای خطوطی موشکافی می‌کنیم که توسط زبان مادریمان مشخص شده است. جهان در جریان رنگارنگی از احساسات نمودار است که توسط ذهنمان سازماندهی می‌شود. ما طبیعت را خراب می‌کنیم، آن را طبق مفاهیم سازماندهی می‌کنیم و معانی و مفاهیم را به آن نسبت می‌دهیم؛ زیرا ما طرفین قراردادی هستیم که آن را به این شکل سازماندهی کنیم. این قرارداد البته نا آشکار و غیرقابل بیان است اما اصول آن کاملاً اجباری است. ما ابداً قادر به صحبت نیستیم، مگر توسط سازماندهی و طبقه‌بندی اطلاعاتی که این قرارداد به آن حکم کرده است. (ک ۱، ص ۷۷)
ورف برای اثبات نظریه خود در مقاله‌ای زبان هوپی را مثال می‌زند. بنا به استدلال ورف از زبان هوپی نشان می‌دهد که زمان در ذهن افراد این قبیله مفهومی ندارد: تنها تمایزی که آن‌ها در زبان خود قائل هستند میان عینیت‌ها و ذهنیت‌ها است که در آن ذهنیت‌ها شامل آینده و تمامی پدیده‌های ذهنی می‌باشد، از این گذشته در زبان هوپی و در نتیجه برای گویندگان آن هیچ تمایزی میان بعد زمانی و مکانی وجود ندارد. (ک ۱۲، ص ۱۰۱) او ادعا کرد که شیوه بهره‌گیری هوپی از مفهوم «آماده‌سازی» Prepration یعنی اعلام رویدادها پیش از وقوع برداشتی از زبان به صورت پیوسته ارائه می‌دهد که با شیوه تقطیع زمان نزد جوامع غربی تفاوت دارد. این مسئله بن مایه اختلافات زبانی نیز قرار گرفته است. (ک ۳)
استدلال دیگر ورف جهت اثبات نظریه اش متون ترجمه شده است، اگر حتی برای یکبار سعی کرده باشد متنی را از یک زبان به زبان دیگر ترجمه کنید به خوبی فهمیده‌اید که ترجمه اصلاً کار ساده‌ای نیست. یکی از دلایل دشواری ترجمه این است که واژه‌ها در زبان‌های مختلف با یکدیگر تناظر یک به یک ندارند. به عنوان نمونه، زبان انگلیسی تمایز روشنی بین معنای ape و monkey می‌گذارد، در حالیکه در زبان فرانسه برای این دو موجود فقط یک واژه دارد: singe. نوع خاص تر این تفاوت آن است که زبان‌های مختلف یک گستره معنایی واحد را به قطعاتی کاملاً متفاوت و دارای همپوشی تقسیم می‌کنند. به عنوان نمونه در انگلیسی سه واژه road, street و way تقریباً همان حوزه‌ای از معنا را پوشش می‌دهند که پنج واژه در فرانسه پوشش می‌دهند اما هیچ‌یک از این سه واژه انگلیسی دقیقاً همتای یکی از پنج واژه فرانسه نیست. (ک ۱۳، ص ۹۳–۹۲) بنابراین ورف این‌گونه نتیجه‌گیری کرد که ترجمه بین یک زبان و دیگری مشکل ساز و غالباً غیرممکن است. برطبق نظر ورف، محتوا و فرم زبانی با یکدیگر آمیخته‌اند و استفاده از واسطه به شکل‌گیری معنی کمک می‌کند. این موضوع در نوشته‌های ادبی و شعر از اهمیت زیادی برخوردار است. (ک ۷) فرضیه ساپیر – ورف از دو قسمت تشکیل یافته است، بر طبق اولی، قطعیت زبانی Language Determinism، زبان تعیین‌کننده نحوه تفکر است و در نوع دوم، نسبیت زبانی Language Relativism، مردمی که به زبان‌های گوناگون تکلم می‌کنند دربارهٔ جهان پیرامونشان تفکر و درک متفاوتی دارند. (ک ۷)
باطنی نسبیت زبانی را این‌گونه تشریح می‌کند:
چون تقسیمات زبان بر تقسیمات جهان خارج از منطق نیست و چون ما در قالب مقولات زبان فکر می‌کنیم، پس ما جهان را آنچنان درک می‌کنیم که زبان برای ما ترسیم می‌کند. از طرف دیگر چون زبان‌های مختلف تصویرهای متفاوتی از جهان به دست می‌دهند پس هر زبانی متافیزیک مخفی و خاص خود را دارد که سخنگویان آن در قالب مقولات نسبی آن جهان را ادراک می‌کنند، به عبارت دیگر سخنگویان زبان‌های مختلف، جهان بینی‌های متفاوت دارند. (ک ۱۱، ص ۱۸۸)
درحالیکه زبانشناسان کمی فرضیه ساپیر – ورف را در فرم جبری آن قبول کرده‌اند عده زیادی موافق با نوع تعدیل شده آن می‌باشند که بر طبق آن، شیوه نگاه ما به جهان تحت تأثیر زبان مورد استفاده ما قرار می‌گیرد. ورف گرایی تعدیل شده در موارد زیر با فرم جبری آن متفاوت است:
- تأکید بر تفکر است که تحت تأثیر زبان قرار می‌گیرد نه این که به‌طور غیرقابل اجتناب توسط زبان تعیین شود.
- یک فرایند دو جانبه است؛ یعنی هم تفکر بر زبان، هم زبان بر تفکر تأثیر می‌گذارد؛ بنابراین نوع زبانی که ما استفاده می‌کنیم تحت تأثیر مشاهده ما از جهان خارج قرار می‌گیرد.
- هر تأثیری نه تنها در مورد یک زبان، در مقایسه با دیگر زبان‌ها است، بلکه به کاربرد زبان در یک گونه نسبت به دیگر گونه‌ها نیز نسبت داده می‌شود. (ک ۷)

فرضیه نسبیت زبانی که امروزه عمومیت بیشری یافته است از دو بخش عمده تشکیل شده است:
- گوناگونی زبان Linguistic Diversity

زبان‌ها، خصوصاً اعضای خانواده‌های زبانی متفاوت با یکدیگر از جهات با اهمیتی متمایزند.
- زبان بر فکر تأثیرگذار است.

ساخت و واژگان زبان یک فرد بر چگونگی تشخیص و ادراک فرد از جهان تأثیر می‌گذارد. (ک ۸)
مشهورترین آزمایش برای اثبات نسبیت زبانی توسط کار مایکل Car Michael، هوگان Hogan و والر Waller (1932) انجام گرفت. اشکال متفاوتی را به یک فرد نشان می‌دادند. هر شکل را در دو کارت و هر بار با یک توصیف مختلف به فرد نشان داده می‌شد. به عنوان مثال یکبار تصویر یک «هلال ماه» را که در زیر آن برچسب «هلال ماه» درج گردیده بود و بار دیگر آن را با برچسب «حرف C» به آن فرد نشان می‌دادند و زمانی که از فرد مورد نظر خواسته می‌شد که چیزی را که دیده بود، دوباره نقاشی کند، فرد بیننده بدون استثنا نقاشی را تغییر می‌داد تا بیشتر شبیه توصیف مربوطه شود، بنابراین تأثیر زبان را بر تفکر، به بیان دقیقتر بر حافظه نشان می‌دادند. (ک ۳)
پیروی از تئوری ورف (که عموماً قسمت اصلی پیکره ساپیر- ورف است) به ورف گرایی Whorfianism معروف شد. پس از ورف، کرول Carrole و کسا گرند Casa Grande (1958) از این نظریه پشتیبانی کردند آن دو ثابت کردند که گفتار کودکان ناواهو Navahi در مورد تشخیص صورت واژه‌ها بهتر از کودکان آمریکا است، به این علت که زبان ناواهو صورت‌های مختلفی از واژه برای گونه‌های مختلف اشیا دارد (ک ۳) به رغم تمام نمونه‌هایی که ورف برای توجیه نظر خود ارائه می‌کند، نمی‌توان آرای او را از نظر تجربی ثابت شده دانست، اکنون پس از فرضیه ساپیر – ورف به نقدهای وارد بر آن می‌پردازیم.
د) نقد ی بر فرضیه ساپیر ورف
نظریه ورف گرایی افراطی به شدت مورد انتقاد گرفت و هم‌اکنون تعداد کمی طرفدار دارد. واضح‌ترین اشکال آن در مورد «اصل علیت» است، چگونه یک فرد می‌تواند پی ببرد که آیا زبان بر تفکر تأثیر می‌گزارد یا تفکر بر آن؟ یک ویژگی توهمی (چنان‌که چنین چیزی وجود داشته باشد) به اندازه زبان آن قوم نقش تعیین‌کننده دارد. در ارتباط با قبیله هوپی و مفهوم آماده‌سازی نزد آنها، احتمال قریب به یقین دارد که آن‌ها طی زمان دریافته‌اند، آماده‌ساز ی Prepration به ویژه در شرایط صعب به تسهیل امور می‌انجامد.
دومین انتقاد واضحی که به ورف گراها وارد شد در مورد «بنجامین ورف» است. بروان (1958) Brown و لنبرگ (1953) Lennberg به این نکته اشاره کردند که ورف هرگز یک سرخپوست واقعی را ندیده است؛ بنابراین ارزیابی او از شخصیت آن‌ها تماماً بیهوده و بی‌اساس بوده است و همچنین به نظر می‌رسد که برای تأکید بر روی «سیستم متفاوت تفکر» ترجمه‌هایش از جملات زبان هوپی تا حد امکان متفاوت از متن اصلی است. (ک ۳) علاوه بر این بازنگری شواهد ورف روشن می‌کند که وی در مورد تفاوت‌های موجود بین زبان‌های آمریکای شمالی و زبان‌های اروپایی قدری اغراق کرده است.
یکی از منتقدین سرسخت ورف گرایی (چه در مورد نظریه افراطی، چه تعدیل شده) یک زبان‌شناس بنام استیون پینکر Steven Pinker است. پژوهشهای پینکر نشان می‌دهد که زبان و اندیشه دو پدیده مستقل از یکدیگرند. پژوهشهای وی به ویژه برای نوزادان انسان نخستی‌ها (primates یا میمونهای آدم نما)، در زمینه برخی از فرایندهای اندیشیدن، از قبیل یادآوری و استدلال، نشان می‌دهند که تفکر بدون زبان نیز وجود دارد. از سوی دیگر مجموعه‌ای از تحقیقات روانشناسان بر وجود تفکر تصویری، یعنی اندیشندن به کمک تصویر ذهنی و بدون زبان صحه می‌گذارد. پژوهش‌های پینکر به شکل مستدل ثابت می‌کند که روش استدلال و بسیاری از دیگر فرضیه‌های اندیشه در افرادی که به جوامع زبانی متفاوتی تعلق دارند به نوعی بسیار مشابه است. نکته دیگر این است که زبان تنها کلیتی از مفاهیم ذهنی آدمی را می‌نمایاند، به عبارت ساده‌تر، آنچه آدمی در ذهن دارد، از طریق زبان به‌طور کامل قابل بیان نیست (ک ۱۷، ص ۸۸) به بیان دیگر، بعضی مواقع مردم بخاطر محدودیت‌هایی که زبان دارد، برای بیان افکار خود دچار مشکل می‌شوند، آن‌ها آگاهند که زبان برای منظور آن‌ها کافی نیست، شاید آن‌ها چیزی را بگویند یا بنویسند ولی فکر کنند «این کاملاً آن چیزی نیست که می‌خواستم بگویم» این مطلب آشکار می‌سازد که چیزی که مورد تفکر واقع می‌شود مجموعه‌ای از کلمات نیست، چرا که یک فرد می‌تواند مفهومی را درک کند بدون آنکه قادر باشد آن را در بیان جاری سازد (ک ۳) علاوه بر این پینکر ادعای ورف را در مورد «زبان» در بیان هوپی بی‌اعتبار کرد. او خاطر نشان کرد که یک مردم‌شناس به نام مالوتکی Malotki (1983) کشف کرده است که زبان هوپی مفهوم «زمان» بسیار شبیه به ما غربیان دارد و در حقیقت دارای واحدهای زمانی و گاه‌شمار پیچیده‌ای است. انتقاد دیگری که بر ورف گرایی وارد است در مورد مفهوم «ترجمه پذیری» می‌باشد. بر طبق ادعاهای ورف گرایان زبان بر نحوه تفکر تأثیر می‌گذارد، پس بعضی مفاهیم تنها در زبانی قابل فهم هستند که در آن ابتدا «تصویر» شده‌اند (به کار برده شده‌اند). آن‌ها شعر را به عنوان مدرکی برای این ادعا ذکر کرده‌اند چندلر Chandler (1995) از پابلو نرودا Pablo Nerada شاعر، نقل می‌کند که وقتی اشعار او ترجمه می‌شوند، واژه‌های ترجمه شده، در مقوله‌های آوایی، طنین یا وزن با واژه‌های متن اصلی تطبیق ندارند. اگر چه او اذعان می‌کند که مفهوم مطلبی را که بیان کرده همانگونه در ترجمه باقی می‌ماند. اما برای یک شاعر معنی تنها نیمی از شعر است، نیمه دیگر در صورت و ریتم شعر برای شنونده، یا ظاهر شعر در نزد خواننده آن است؛ بنابراین شاعر در هنگام انتخاب واژه‌ها به همان اندازه‌ای که برای معنی واژه‌ها آن‌ها را انتخاب می‌کند، به همان اندازه نیز معیار انتخاب، بر حسن ظاهر یا صوت و ریتم آن واژه‌ها می‌باشد. نتیجه این که آنچه در ترجمه از بین می‌رود بر خلاف ادعای ورف گرایان بحث زبانی آن نیست بلکه بیشتر مقوله هنری، ریتمی و موسیقایی آن می‌باشد. (ک ۳)
ضربه محکمی که پینکر بر نظریه قطعیت زبانی وارد کرد، اشاره او به افراد لال بود، او با ذکر مثال این چنین نتیجه‌گیری کرد که با وجود اینکه این‌گونه افراد کاملاً فاقد نطق بودند، اما قطعاً قادر به فکر کردن بودند، دارای استعداد ریاضی نیز بودند و از عهده آزمایش‌های مربوطه برمی‌آمدند. اگر زبان به‌طور کامل فکر را تعیین می‌کرد، پس این افراد قادر نبودند فکر کنند که البته این چنین نیست. بی تردید، معروف‌ترین آزمونی که جهت صحت فرضیه ساپیر- ورف انجام گرفته، در حوزه رنگ واژه‌ها بوده و نتایج غیرمنتظره‌ای در پی داشته است. با توجه به گوناگونی چشمگیری که در مجموعه رنگ واژه‌های مورد استفاده در هر زبان وجود دارد غالباً رنگ واژه‌ها را نمونه‌ای از ایجاد برش‌های متفاوت در جهان خارج توسط زبان‌ها می‌دانند و احتمالاً شاهدی برای درستی فرضیه ساپیر – ورف. دو مردم‌شناس به نام‌های برنت برلین Brant Berlin و پل کی Poul key در مورد این مطلب تحقیقات گسترده‌ای کردند، آن‌ها دریافتند که سخنگویان همه زبان‌ها دربارهٔ پرده‌های اصلی رنگ واژه‌های زبان خود توافق مشابهی دارند، اگر چه تعداد رنگ واژه‌ها در زبان‌های مختلف متفاوت است و هر رنگ واژه در هر زبان، گسترهٔ متفاوتی دارد، کانون‌ها همیشه یکسان هستند، به عبارت دقیق تر به نظر می‌رسد محل کانون‌ها جهانی باشد و هر زبان زیر مجموعه‌ای از کانون‌های جهانی باشد و هر زبان مجموعه‌ای از کانون‌های موجود را به کاربرد. گذشته از این ترتیب انتخاب این کانون‌ها هم قابل پیش‌بینی است. ظاهراً اصطلاحات رنگ‌ها هم که پیش از این جایگاه خوبی برای منتقدان فرضیه نسبیت زبانی بود تحت کنترل اصول جهانی دقیقی است و تفاوت زبان‌ها تنها در محدودهٔ چند امکان مشخص به وجود می‌آید.
فعالیت‌های برلین و کی پژوهش‌های وسیعی را به دنبال داشت و هر چند موارد معدودی پیدا شد که آن را نقض نمود، نتیجه‌گیری آن‌ها هنوز در اساس متعبر و صحیح به نظر می‌رسد (ک ۱۳، ص ۱۰۰–۹۸)
در نهایت چنین می‌توان گفت که «نسبیت زمانی» هنوز هم یکی از مباحث داغ زبانشناسی است که مورد توجه محققان و اندیشمندان می‌باشد و اظهار نظر قطعی دربارهٔ آن نیازمند مشاهده مستمر، تفکر، تأمل و تبیین دقیق می‌باشد.
- این ایده اولین بار به وضوح توسط متفکران **قرن نوزدهم مانند ویلهلم فون هومبولت و یوهان گوتفرید هردر بیان شد که زبان را بیانگر روح یک ملت می‌دانستند. اعضای مکتب انسان‌شناسی آمریکایی در اوایل قرن بیستم به ریاست فرانتس بواس و ادوارد ساپیر نیز تا حدودی از اشکال این ایده استقبال کردند، از جمله در جلسه انجمن زبان‌شناسی آمریکا در سال ۱۹۲۸ اما به‌ویژه ساپیر نوشت. اغلب مخالف تا موافق هر چیزی مانند جبر زبانی است. شاگرد ساپیر، بنجامین لی وورف، در نتیجه مشاهدات منتشر شده او در مورد اینکه چگونه تفاوت‌های زبانی را برای پیامدهایی در شناخت و رفتار انسان درک می‌کرد، به عنوان مدافع اصلی شناخته شد. هری هویجر، یکی دیگر از شاگردان ساپیر، اصطلاح «فرضیه ساپیر-وورف» را معرفی کرد، اگرچه این دو محقق هرگز چنین فرضیه‌ای را به‌طور رسمی ارائه نکردند. یک نسخه قوی از نظریه نسبیتی از اواخر دهه ۱۹۲۰ توسط زبانشناس آلمانی لئو وایزگربر ایجاد شد. اصل نسبیت زبانی Whorf به عنوان یک فرضیه قابل آزمایش توسط راجر براون و اریک لنهبرگ که آزمایش‌هایی را انجام دادند تا دریابند که آیا ادراک رنگ بین گویشوران زبان‌هایی که رنگ‌ها را به‌طور متفاوتی طبقه‌بندی می‌کنند، تغییر می‌کند یا خیر، دوباره فرموله شد.

همان‌طور که مطالعه ماهیت جهانی زبان و شناخت انسان در دهه ۱۹۶۰ مورد توجه قرار گرفت، ایده نسبیت زبانی در میان زبان شناسان از بین رفت. از اواخر دهه ۱۹۸۰، یک مکتب جدید از محققان نسبیت زبانی، تأثیرات تفاوت‌ها در طبقه‌بندی زبان‌شناختی را بر شناخت بررسی کرده و پشتیبانی گسترده‌ای از نسخه‌های غیر قطعی این فرضیه در زمینه‌های تجربی پیدا کرده است. برخی از اثرات نسبیت زبانی در چندین حوزه معنایی نشان داده شده است، اگرچه آنها به‌طور کلی ضعیف هستند. در حال حاضر، دیدگاه متعادلی از نسبیت زبانی توسط اکثر زبان شناسان مورد حمایت قرار می‌گیرد که معتقدند زبان بر انواع خاصی از فرآیندهای شناختی به روش‌های غیر پیش پا افتاده تأثیر می‌گذارد، اما سایر فرایندها بهتر دیده می‌شود که ناشی از عوامل پیوندگرا هستند. تحقیقات بر روی کشف راه‌ها و میزان تأثیر زبان بر تفکر متمرکز است.